# رقمة نغتية الأوراق
الرقمة نغتية الأوراق (باللاتينية: Erodium alnifolium) نوع نباتي يتبع جنس الرقمة من الفصيلة الغرنوقية.

## الموئل والانتشار
موطنها بلاد الشام والمغرب العربي وإيطاليا وصقلية وسردينيا.

## مرادفات للاسم العلمي
- (باللاتينية: Erodium malacoides subsp. crassifolium (Cav.) P. Fourn.)